# Eisstadt
Thomas Sehls Hörspiel Eisstadt ist eine Produktion des WDR. Thomas Sehl ist heute jedoch besser bekannt als Schorsch Kamerun, nur noch seine Mutter und Verwandte nennen ihn bei seinem bürgerlichen Namen. Kamerun selbst ist nicht nur der Autor, sondern führte auch Regie und übernahm kleinere Rollen in seinem Stück (z. B. den Info-Clown, der durch den Abend führt). Eisstadt wurde am 31. Januar 2005 erstmals im WDR gesendet und hat eine Spieldauer von 52 Minuten und 43 Sekunden.

## Inhalt
Die Eisstadt ist der hoffnungsvolle Ort für Flüchtlinge wie Nevin (Laura Tonke) und ihre Familie, welche dem Elend ihres Slums Katutura („dem Ort, wo man nicht sein will“) entkommen wollen und ein besseres Leben in der Eisstadt führen möchten. Dort herrscht jedoch der Diktator Marschall Schaill (Jens Rachut), der mit seinen Gehilfen Karl (Fabian Hinrichs) und Neumann (Jacques Palminger), welche Regime-Soldat und Chef-Demagoge sind, die Stadtbevölkerung in wert und unwert einteilt. 
Nevin stellt schnell fest, dass die Flüchtlinge in der Stadt, in welcher Marschall Schaill Meinung und Würde wegorganisiert hat, nur Demütigung und Terror erfahren. Man pumpt den Flüchtlingen ihre Augenflüssigkeit ab und gibt sie den Einheimischen. Somit werden Nevin und die übrigen Flüchtlinge zu Rohstofflieferanten degradiert, denn bei der Flüssigkeit handelt es sich um ein augenlichterhaltendes Gegenmittel zu jenen Bazillen, die über der Welt als menschheitsberuhigende Maßnahme abgeworfen wurden. Wer diese Flüssigkeit nicht hat, erblindet. Die Flüssigkeit ist jedoch sehr teuer, da sie hergestellt wird, indem man die Flüchtlinge auspresst, und nur die angestammten Einwohner der Eisstadt können sie sich leisten.
Nevin schöpft Mut zur Rebellion, als sie erkennt, dass sie aufgrund ihrer Augenflüssigkeit Überlebensgarantin für die Stadtbevölkerung ist.

## Interpretationsansatz
Mit den treffenden Worten „Ein Märchen mitten aus dem Leben“ leitet die ARD und auch das Deutschlandradio Kultur Schorsch Kameruns Hörspiel ein. Treffend, da Kamerun mit Eisstadt eine Negativ-Utopie entworfen hat und diese mit der Gegenwart mischte. 
So vereinte er das utopische Element der Blendung der Menschheit, die als menschheitsberuhigende Maßnahme gedacht war, mit der Ausbeutung der Flüchtlinge, welche als ein reales Element des Hörspiels zu sehen ist. Diese stellt einen Aspekt der Globalisierung da. So werden in der heutigen Zeit durchaus in Entwicklungsländern Arbeiter ausgebeutet. Sie müssen ihre Arbeit unter schlechten Bedingungen verrichten und erhalten nur wenig Gehalt, damit ihre erzeugten Produkte den Menschen in Industrieländern ein besseres Lebensgefühl vermitteln. Ebendies geschah den Flüchtlingen in der Eisstadt. Für ein besseres Lebensgefühl der Stadtbevölkerung wurden sie zu Rohstofflieferanten ihrer Augenflüssigkeit reduziert.